# Grosmarkt
Grosmarkt, ook wel De Gros genoemd, was een Nederlandse supermarktketen die actief was in de periode van 1970 tot en met 1998. Uiteindelijk telde de keten tien supermarkten in Alkmaar en omstreken en bood zij werk aan meer dan 250 personen. Oprichters waren Bauke Bark en Dick Groot. De naam Grosmarkt is geïnspireerd op de vrijwel gelijknamige ("Grossmarkt") supermarktketen in Duitsland. Daarnaast staat een gros voor een hoeveelheid van 144 (12 dozijn).
De eerste winkel, gevestigd aan de Heilooërdijk 40 in Heiloo (op 1 oktober 1972 werd dit gebied door Alkmaar ingelijfd), werd geopend op 30 september 1970 en was op het moment van openen een van de grootste supermarkten in Noord-Holland. Op de verdieping boven de supermarkt werden non-food-artikelen verkocht. Op 13 september 1981 werd het nieuwe pand van de Grosmarkt aan de Wendelaarstraat 1 in Alkmaar geopend door burgemeester Cees Roozemond. Deze supermarkt had een vloeroppervlakte van 10.800m². Op de eerste verdieping boven de supermarkt was de tweede vestiging van Wastora gevestigd. De andere Grosmarkt-vestigingen waren kleiner dan die in Alkmaar: de in 1984 geopende vestiging aan de Westerweg 314 in Heiloo had bijvoorbeeld een oppervlakte van ‘slechts’ 400m². Sinds 1979 had de Grosmarkt ook een noodwinkel aan de Laan van Troyes in Alkmaar Noord, vlak bij de plek waar later het nieuwe winkelcentrum De Mare zou komen. De vestiging van de Grosmarkt in het winkelcentrum openende zijn deuren in 1984.
De Grosmarkt had een voor die tijd uniek concept: er werden grote partijen goederen gekocht waardoor de verkoopprijzen meestal zeer scherp waren. Klanten werden getrokken met paginagrote advertenties waarin de eigenaren van de keten waren afgebeeld met bokshandschoenen, die stonden voor het knokken voor lage prijzen. Ook de actie van "pak het pakket" bracht klanten uit diverse delen van het land naar de supermarkt keten. Deze pakketten konden gespaard worden door middel van zegeltjes, voor die tijd een uniek concept in de supermarktbranche. De supermarkt maakte gebruik van de gezamenlijke inkoopcombinatie Superunie.
De Grosmarkt was samen met Wastora een van de eerste grote sponsoren van het voetbalteam van Alkmaar, AZ.
In 1997 werden de Grosmarkt-winkels verkocht aan Hermans Groep. Negen Grosmarkt-winkels werden door Hermans Groep omgebouwd naar de A&P formule. In de Alkmaarse vestiging opende Hermans Groep een Maxis-filiaal, dat later werd omgebouwd tot AH XL-supermarkt.

## Gerelateerde onderwerpen
Lijst van supermarkten